# 自己啓発書
自己啓発書（じこけいはつしょ）とは、人間の能力向上や成功のための手段を説く、自己啓発を目的とした書籍。自己啓発本、セルフヘルプ本、自助本とも。
主に人生について取り扱う分野であるため人生書の一種とも考えられ、人生指南書などの表現も存在する。ハウツー本（ノウハウ本）、実用書、ビジネス書なども関連ジャンルであるが、スピリチュアル的な要素や非科学的な内容の場合が多いため、心理学書などの学術書とは区別される。

## 概要
1859年に発行されたサミュエル・スマイルズの自助論が自己啓発書の原点である。
ナポレオン・ヒルが、ニューソート的な積極思考（ポジティブシンキング、引き寄せの法則）のビジネスへの応用、自己啓発思想とビジネスの世界の親和の重要な起点になっており、『人を動かす』のデール・カーネギーとヒルは、20世紀半ば以降アメリカで活躍した政治家・実業家の大部分に影響を与えている。
スピリチュアル・精神世界の本と書店の棚は分かれている場合が多いが、読者は近く、区別は難しい。サンマーク出版のスピリチュアル本編集者岸田健児は、スピリチュアル系は現状を幸せとして満足する引きこもり的な思考法で、マイナスからゼロに当たり、自己啓発本はゼロからプラスへ成長を目指すものだと述べている。
「悩みの解決の仕方」「人との付き合いかた」「夢の叶えかた」「成功するための方法」といった、人間にとって普遍的な悩みや疑問を、論理的かつシンプルで分かりやすく言語化されているため、学校教育では得られないスキルを学ぶことができ、ビジネスでライバルに差をつけられたり、家族や知人と良好に付き合えるようになるなど、豊かな人生を送ることができるようになることが自己啓発書の最大のメリットであるといわれている。

## 有名な自己啓発書
下記に挙げた作品のように、世界各地でベストセラー・ロングセラーになっている本が多数存在する。
| 発売年 | 書籍名                      | 著者                                        | 内容             | 備考                                |
| ------ | --------------------------- | ------------------------------------------- | ---------------- | ----------------------------------- |
| 1859年 | 自助論                      | サミュエル・スマイルズ                      | 著名人の成功談   |                                     |
| 1937年 | 思考は現実化する            | ナポレオン・ヒル                            | 成功の仕方       | 全世界で8000万部                    |
| 1937年 | 人を動かす                  | デール・カーネギー                          | 人との付き合い方 | 日本で400万部、全世界で1500万部     |
| 1948年 | 道は開ける                  | デール・カーネギー                          | 悩みの解決の仕方 | 日本で200万部                       |
| 1982年 | 1分間マネジャー             | ケン・ブランチャード スペンサー・ジョンソン | マネジメント術   | 全世界で1300万部                    |
| 1993年 | 夢をかなえる一番よい方法    | リチャード・ブロディ                        | 夢の叶えかた     |                                     |
| 1995年 | 脳内革命                    | 春山茂雄                                    | プラス発想健康法 |                                     |
| 1996年 | 7つの習慣                   | スティーブン・R・コヴィー                   | 成功の仕方       | 日本で100万部以上、全世界で1000万部 |
| 1998年 | チーズはどこへ消えた?       | スペンサー・ジョンソン                      | 新しい価値観     | 全世界で2800万部                    |
| 1998年 | 小さいことにくよくよするな! | リチャード・カールソン                      | 悩みの解決の仕方 | 全米で500万部、世界135ヶ国で出版    |
| 2005年 | 7日間で人生を変えよう       | ポール・マッケンナ                          | 自己暗示法       |                                     |
| 2006年 | ザ・シークレット            | ロンダ・バーン                              | ポジティブ思考法 |                                     |

歴代ビジネス書ベストセラー
- 1位 8000万部　「思考は現実化する」
- 2位 3000万部　「7つの習慣」
- 3位 2800万部　「チーズはどこへ消えた?」
- 4位 1500万部　「人を動かす」
- 5位 1300万部　「1分間マネジャー」

## 自己啓発書で有名な人物
出生順。原則として、医師、心理士・心理学者、宗教関係者は除く。特筆すべき保持資格のみ付記した。

### 日本出身者以外
国名は出身国。
- サミュエル・スマイルズ（ イギリス、1812年 - 1904年） - 医師
- ウォレス・ワトルズ（ アメリカ合衆国、1860年 - 1911年）
- ジェームズ・アレン（ イギリス、1864年 - 1912年）
- フローレンス・スコーヴェル・シン（ アメリカ合衆国、1871年 - 1940年）
- ナポレオン・ヒル（ アメリカ合衆国、1883年 - 1970年）
- デール・カーネギー（ アメリカ合衆国、1888年 - 1955年）
- ジョセフ・マーフィー（ アイルランド、1898年 - 1981年） - 牧師
- オグ・マンディーノ（ アメリカ合衆国、1923年 - 1996年）
- スティーブン・R・コヴィー（ アメリカ合衆国、1932年 - 2012年）
- ロンダ・バーン（ オーストラリア、1945年 - ）
- ロバート・キヨサキ（ アメリカ合衆国、1947年 - ）
- マーク・フィッシャー（ カナダ、1953年 - ）
- リチャード・カールソン（ アメリカ合衆国、1961年 - 2006年）
- ポール・マッケンナ（ イギリス、1963年 - ）

### 日本出身者
マスメディアでの露出が多い人物を中心に収載した。
- 本多静六（1866年 - 1952年）
- 中村天風（1876年 - 1968年）
- 船井幸雄（1933年 - 2014年）
- 加藤諦三（1938年 - ）
- 落合信彦（1942年 - ）
- 米長邦雄（1943年 - 2012年）
- 小林正観（1948年 - 2011年）
- 中谷彰宏（1959年 - ）
- 苫米地英人（1959年 - ）
- 齋藤孝（1960年 - ）
- 堀江貴文（1972年 - ）

## 日本の自己啓発書の出版社
五十音順。原則として、宗教関係団体は除く。
| 社名                             | 創業時の実質的親会社             | 創業者     | 現社長   |
| -------------------------------- | -------------------------------- | ---------- | -------- |
| アスコム                         | アスキー                         |            |          |
| イーハトーヴフロンティア         |                                  |            | 舘野圭司 |
| かんき出版                       |                                  |            |          |
| きこ書房（旧：騎虎書房）         |                                  |            |          |
| こう書房                         |                                  |            |          |
| サンガ                           |                                  |            |          |
| サンクチュアリ・パブリッシング   |                                  |            |          |
| サンマーク出版                   |                                  |            |          |
| すばる舎                         |                                  |            |          |
| 青春出版社                       |                                  |            |          |
| 大和書房                         |                                  |            |          |
| たま出版                         |                                  |            |          |
| ディスカヴァー・トゥエンティワン |                                  |            |          |
| PHP研究所                        | 松下電器産業（現：パナソニック） | 松下幸之助 | 清水卓智 |
| フォレスト出版                   |                                  |            |          |
| マキノ出版                       |                                  |            |          |
| 三笠書房                         |                                  |            |          |
| ロングセラーズ                   |                                  |            |          |